# AIM-26 Falcon
Hughes AIM-26 Falcon ist eine infrarot- oder radargelenkte Luft-Luft-Lenkwaffe der Firma Hughes Aerospace Group. Die Lenkwaffe konnte mit einem Nuklearsprengkopf bestückt werden. Die ursprünglich von der USAF für die Falcon vorgesehene Bezeichnung war XF-98, womit die Rakete formal in die Reihe der US-Jagdflugzeuge eingegliedert wurde.

## Geschichte
Die Planung einer Version der AIM-4 Falcon mit Nuklearsprengkopf begann bereits 1956, als Hughes Aircraft unter Vertrag genommen wurde, zwei derartige Lenkwaffen zu entwickeln. Die Entwicklung der eigentlichen AIM-26, zu Beginn noch als GAR-11 bezeichnet, begann 1959. Das Einsatzprofil sah das Abfangen hoch- und schnellfliegender Bomber vor. 1961 wurde die erste Version in Dienst gestellt und an der Convair F-102 Delta Dagger eingesetzt.
Für den Einsatz über alliiertem Territorium wurde außerdem die GAR-11A gebaut, die einen konventionellen Splittergefechtskopf besaß.
Seit 1963 wurde die Rakete im Zuge der Designationsreform als AIM-26 geführt, die Nuklearversion wurde die AIM-26A, die konventionelle die AIM-26B.
Bereits 1972 wurde die Waffe in der USAF schließlich außer Dienst gestellt und durch die effektivere AIM-7 Sparrow ersetzt. Allerdings wurde die AIM-26 unter Lizenz in Schweden weitergebaut, wo sie als Rb-27 und Rb-28 bekannt war und bis in die 1990er-Jahre die Saab Draken bewaffnete. Eine weitere Lizenzproduktion erfolgte in der Schweiz unter der lokalen Bezeichnung HM-55 und HM-88; dort wurde sie mit der Mirage IIIS eingesetzt.

## Technik
Der nukleare Sprengkopf W54, wie er auch in der Davy Crockett eingesetzt wurde, hatte eine Sprengkraft von bis zu 250 Tonnen TNT-Äquivalent. Alternativ wurde ein 18,1 kg schwerer Hochexplosiv-Sprengkopf verwendet. Die Zielführung erfolgte halbaktiv, der Jäger musste das Ziel also mit seinem Radar beleuchten. Dies setzte voraus, dass das Bordradar ununterbrochen Radarsignale in Richtung des Zieles aussendete. Der Suchkopf der AIM-26 nutzte die reflektierte Radarenergie, um das Ziel zu finden. Die Zündung erfolgte mittels Annäherungszünder. Das Raketentriebwerk beschleunigte die AIM-26 auf über Mach 2, die Reichweite lag bei bis zu 16 Kilometern.
Von der Rakete abgeleitet wurden auch die nie gebaute AIM-47 Falcon und die lange Zeit bei der United States Navy eingesetzte AIM-54 Phoenix.

## Varianten
AIM-26A
Variante mit einem 0,25-kT-Kernwaffen-Sprengsatz
AIM-26B
Variante mit konventionellem Sprengkopf.
Bofors/Saab HM-55
Diese bei Saab-Bofors in Lizenz hergestellte Variante entspricht der amerikanischen Hughes AIM-26B. Sie wurde auch als Jaktrobotsystem 27, kurz RB-27, bezeichnet und wurde für die Saab J-35 Draken verwendet. Sie ist durch einen Infrarotsuchkopf gelenkt.
Bofors/Saab HM-55S „Falcon“
Diese in der Schweiz endmontierte Variante entspricht der amerikanischen Hughes GAR-11A/AIM-26B bzw. der RB.27 und war halbaktiv radargelenkt. Hiervon wurden für die Schweizer Mirage IIIS 225 Stück produziert.
Bofors/Saab RB-27 (siehe HM-55)

## Einsatzflugzeuge
- F-102 Delta Dagger
- Saab J-35 Draken
- Mirage IIIS
- F-89 Scorpion
- Convair F-106 Delta Dart
- McDonnel Douglas F-4 Phantom II